# De Selliers de Moranville

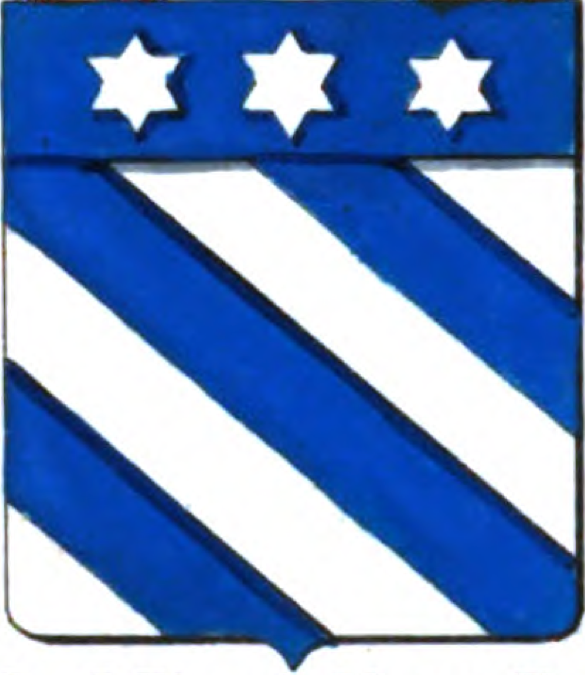
Wapen de Selliers de Moranville

De Selliers de Moranville is een geslacht waarvan leden sinds 1840 tot de Belgische adel behoren.

## Geschiedenis
De bewezen stamreeks begint met Jacques le Sellier (†1548) die in 1504 burger werd van Arras, eerste vermelding van een lid van dit geslacht.
Zijn nazaat was Charles Joseph François-de-Paule de Selliers de Moranville (Brussel, 30 juni 1775 - 30 juni 1844), zoon van Adrien de Selliers en van Anne de Beughem. In februari 1830, nog onder het Verenigd Koninkrijk der Nederlanden, werd hij erkend in de erfelijke adel, maar dit bleef zonder gevolg, omdat hij de open brieven niet lichtte. In 1840 werd dit hernomen. Hij werd opnieuw erkend in de erfelijke adel, met de titel ridder overdraagbaar op alle mannelijke afstammelingen. Hij trouwde in 1802 met Caroline Droeshoudt (1770-1823) en ze hadden een dochter en twee zoons, die samen met hun vader in de adelstand werden opgenomen, met voor beide zoons, Léonard en Théodore (1807-1886), de titel ridder.

## Enkele telgen
Charles Joseph François-de-Paule ridder de Selliers de Moranville (1775-1844)
- Léonard de Selliers de Moranville (1803-1856) was doctor in de rechten, advocaat en onderwijsinspecteur. Hij trouwde in 1833 met Marie-Françoise Pangaert d'Opdorp (1810-1892). Ze hadden vijf kinderen.
  - Charles de Selliers de Moranville (1834-1908), doctor in de rechten, werd voorzitter van het hof van beroep in Brussel.
  - Antonin de Selliers de Moranville (1852-1945), werd luitenant-generaal en algemeen stafchef van het Belgisch leger. Hij trouwde in 1876 met Octavie Hector (1854-1898). Ze hadden acht kinderen, met afstammelingen tot heden.
    - Carlos de Selliers de Moranville (1876-1945) werd luitenant-generaal. Tijdens de Tweede Wereldoorlog behoorde hij tot de inlichtingendienst Clarence en stond als lid van het Geheim Leger zijn zoon Frederic bij voor het ontwikkelen van ontsnappingslijnen. Hij trouwde met Alix de Gaiffier d'Hestroy (1879-1955) en ze kregen vijf kinderen.
      - Frederic de Selliers de Moranville (1904-1984) werd luitenant-generaal. Hij trouwde met Godelieve Verhaegen (1904-1997) en trad in tweede huwelijk met Virginia Robinson (1922-1978). De huwelijken bleven kinderloos. Na het organiseren van ontsnappingslijnen vertrok hij in 1941 naar Londen en kreeg er het bevel van de 1st Belgian Armoured Car Squadron.